# Hans Schenker
Hans Schenker (* 2. Januar 1952 in Basel) ist ein Schweizer Schauspieler, Autor und Regisseur.

## Leben
Schenker ist aufgewachsen in Bergün und Aarau und jetzt wohnhaft in Nizza und Zürich. Nach der Schauspielschule am Max-Reinhardt-Seminar in Wien folgten mehrere Engagements an verschiedenen Bühnen im deutschsprachigen Raum als Schauspieler und Regisseur. Er ist Autor von verschiedenen Drehbüchern und Theaterstücken.
Als Fernsehschauspieler spielte er in Deutschland, Österreich und in der Schweiz in zahlreichen Filmen, Mehrteilern und Serien mit bei ARD, ZDF, ORF, RTL, SAT1 und dem Schweizer Fernsehen. Von 1999 bis 2007 spielte er für dieses den Martin Lüthi in Lüthi und Blanc. Hans Schenker ist mit seiner Serienpartnerin Isabelle von Siebenthal verheiratet.

## Filmografie (Auswahl)
- 1995: Tatort – Rückfällig
- 1996: Klinik unter Palmen – Philippinen
- 1999: Ein starkes Team: Im Visier des Mörders (Fernsehserie)
- 1999–2006:  Lüthi und Blanc (SF 1)
- 2000: Der Clown (Folge: Aasgeier) (Als Präsident Steinmann)
- 2001: Tatort – Time Out
- 2005: Havarie
- 2006: Kleine Fische
- 2009: Inga Lindström – Wiedersehen in Eriksberg
- 2011: Die Dienstagsfrauen … auf dem Jakobsweg zur wahren Freundschaft
- 2014: Die Dienstagsfrauen – Sieben Tage ohne
- 2015: SOKO Wismar – Undercover
- 2016: Der Urbino-Krimi: Mord im Olivenhain

## Hörspiele
- 2013: E. M. Cioran: Vom Nachteil, geboren zu sein – Regie: Kai Grehn (Hörspiel – SWR)